# Bruno von Schuckmann
Bruno Helmut Erich von Schuckmann (ur. 20 grudnia 1857 w Kołkach, zm. 4 czerwca 1919 w Szczecinie) – niemiecki prawnik i dyplomata.

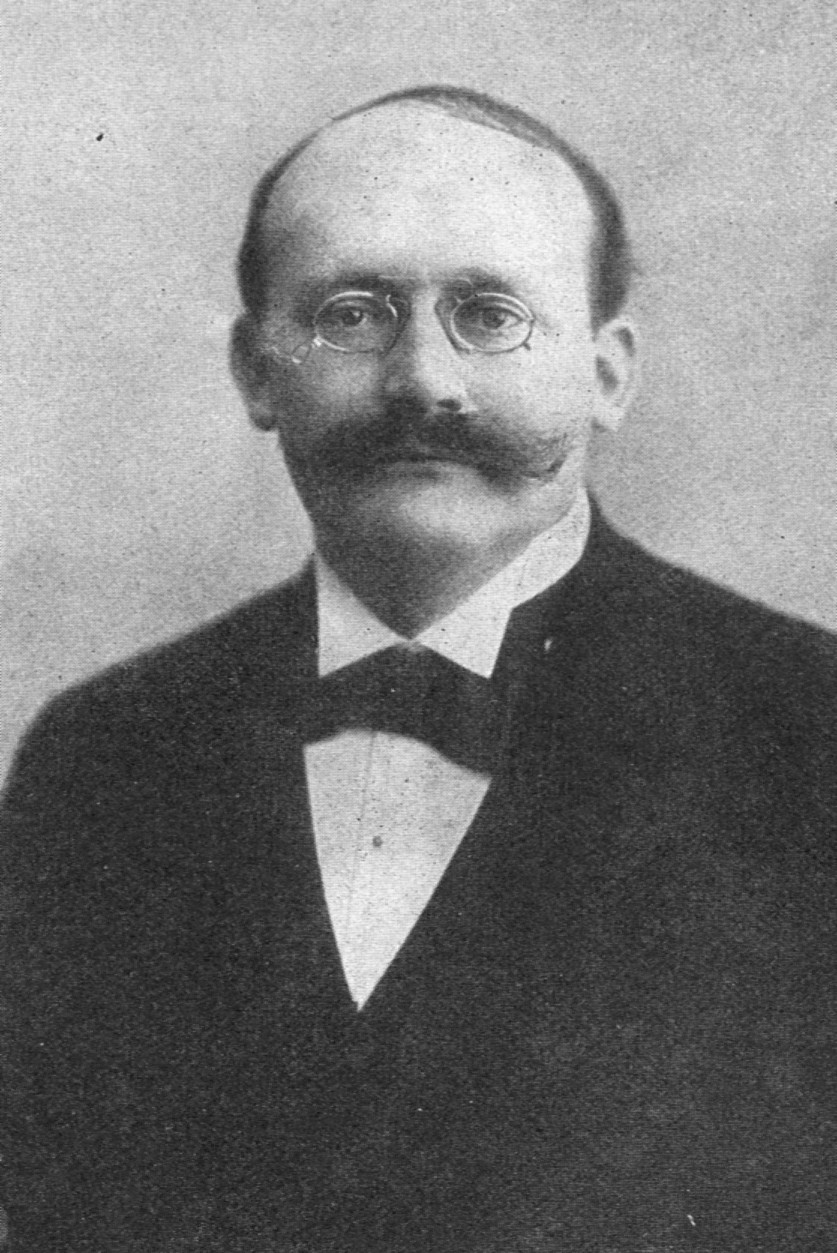
Bruno von Schuckmann

Uczęszczał do szkół w Gorzowie Wielkopolskim, Putbus. Nauki prawne studiował na uniwersytecie w Heidelbergu, Lipsku oraz na Uniwersytecie Wrocławskim. W 1885 roku zdał egzamin asesorski, który w perspektywie umożliwił mu przejście do służby zagranicznej. Z początku praktykował w poselstwie pruskim w Hamburgu. W 1888 roku wyjechał do Ameryki i objął funkcję niemieckiego wicekonsula w Chicago. W 1890 roku powrócił do Niemiec lecz wkrótce został wysłany do Kamerunu, gdzie przebywał od 7 sierpnia 1891 r. do 5 stycznia 1892 r. Pełnił tam czasowo obowiązki gubernatora. Po trzyletnim pobycie w Berlinie w 1895 r. objął stanowisko konsula generalnego w Kapsztadzie. W 1899 r. został tajnym radcą. Pogłębiająca się choroba oczu spowodowała, że w 1900 roku wycofał się z aktywnej pracy. W 1901 roku wziął urlop zdrowotny, w czasie którego w latach 1904–1907 posłował z ramienia ugrupowań konserwatywnych do pruskiego parlamentu (Landtagu). Ze względu na swoje doświadczenie został 20 maja 1907 roku siódmym gubernatorem Niemieckiej Afryki Południowo-Zachodniej. Urząd ten sprawował przez trzy lata do 20 czerwca 1910 r.
Podczas jego kadencji zakończyło się zbrojne powstanie ludu Nama, odkryto diamenty w rejonie Lüderitz (miejscowość nazwana na cześć nabywcy terytorium). Dał prawo korzystanie z diamentowych zasobów władzom samorządowym.
W 1909 roku ograniczył europejczykom dostęp na podległe sobie terytorium, pozostawiając jedynie tę możliwość w stosunku do osób posiadających specjalny mandat. Po zdaniu gubernatorskich obowiązków przeszedł w stan spoczynku. Osiadł w swoich włościach i zajął się zarządzaniem majątku, który jego rodzina nabyła w połowie XIX wieku. Był to Rittergut Rohrbeck czyli dzisiejsze Kołki, w których się urodził. Majątek ten dnia 26 listopada 1849 r. za 103 300 talarów nabył Otto von Schuckmann. Powiększył go kolejnymi umowami z 26 lutego 1850 r. oraz z 25 lipca 1853 r. Bruno von Schuckmann przejął zarządzanie dobrami rodzinnymi 28 lutego 1903 r. W 1912 roku ponownie został wybrany do pruskiego Landtagu. Reprezentował niezmiennie poglądy na wskroś prawicowe. Jego śmierć 4 czerwca 1919 roku zbiegła się z "ruiną" cesarskich Niemiec.